# Eggerstedt-Kaserne
Die Eggerstedt-Kaserne in Pinneberg wurde 1937 bis 1939 für die Wehrmacht auf etwa 36 Hektar errichtet und vom Luftgaunachrichtenregiment 11 bezogen. Nach dem Zweiten Weltkrieg diente die Anlage zunächst bis 1950 als Zwischenstation für Displaced Persons. Zudem war 1947 bis 1949 die Baltische Universität auf dem Areal untergebracht. Auch in den 1950er Jahren dienten die ehemaligen Truppenunterkünfte der Unterbringung von Flüchtlingen. Einige Unternehmen waren auf dem Gelände ansässig. Ab 1959 nahm die Bundeswehr die militärische Nutzung der Kaserne wieder auf. Es waren Verbände und -einrichtungen der Luftwaffe hier stationiert, darunter das Luftwaffenausbildungsregiment 1. Ende 2003 wurde die militärische Nutzung der Kaserne aufgegeben. Nach jahrelangen Planungen und dem Abriss der Kasernengebäude entstand auf dem Areal ein Wohngebiet, die „Parkstadt Eggerstedt“.

## Bau- und Stationierungsgeschichte

### NS-Staat und Zweiter Weltkrieg

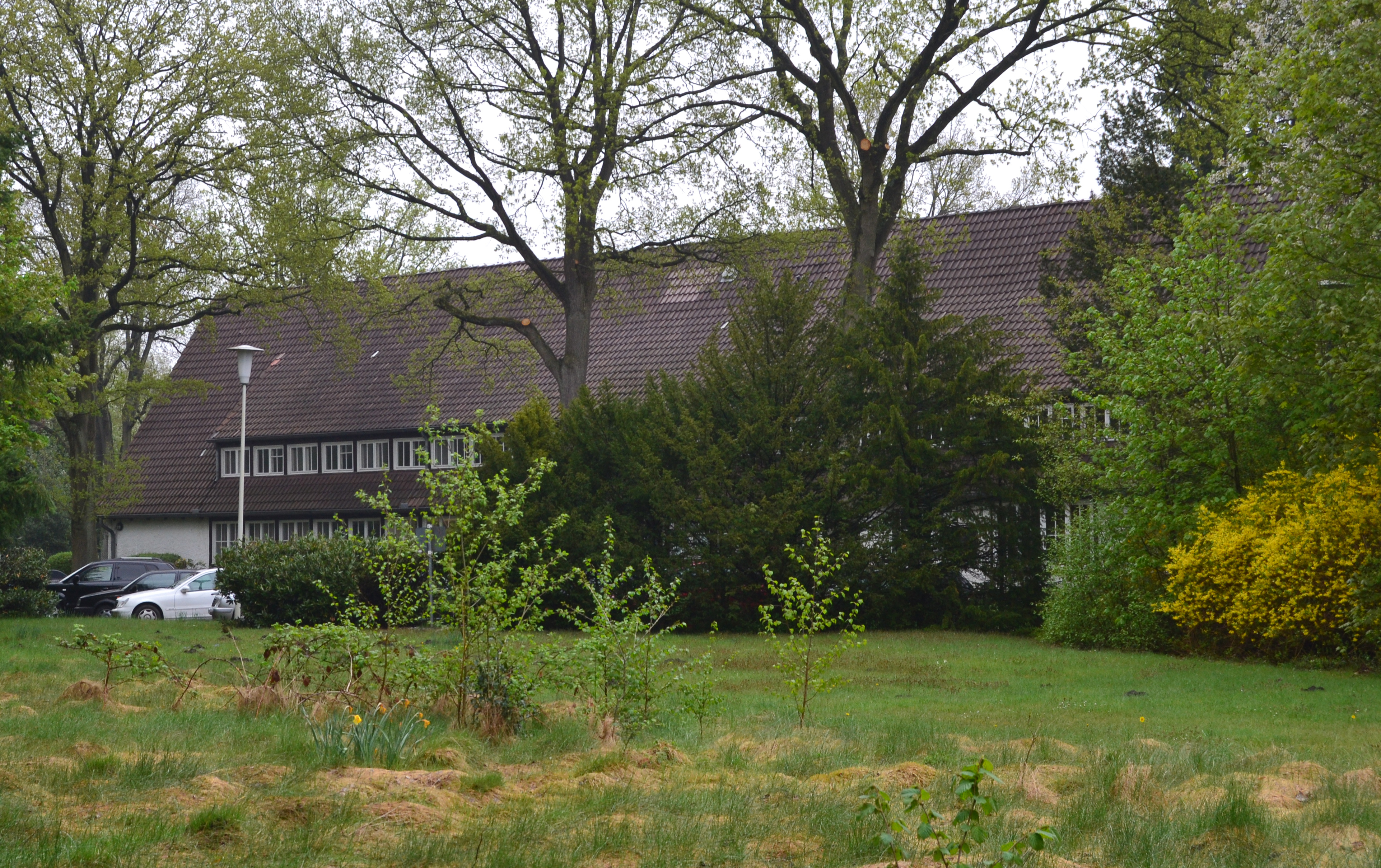
Die Kantine der Eggerstedt-Kaserne

Zur Aufrüstung der Wehrmacht in Vorbereitung auf den Zweiten Weltkrieg benötigte der NS-Staat zahlreiche neue Truppenunterkünfte. Obwohl die Stadt Pinneberg sich bereits ab Oktober 1934 um die Stationierung von Verbänden bemüht hatte, konnte der Bürgermeister erst am 22. Juni 1937 verkünden, dass der Bau einer Kaserne für eine Nachrichtenabteilung mit 1500 Mann vorgesehen sei. Am 1. Juli 1937 zog die Bauleitung im Pinneberger Rathaus ein und am 17. Juli 1937 kündigte der Befehlshaber im Luftkreis VII an, dass die Bauarbeiten demnächst beginnen würden. Im Spätsommer 1937 fiel der Startschuss für die Errichtung der Kaserne. Im Dezember 1937 zog die Bauleitung in das neuerrichtete Offizierswohnheim um. Die Fertigstellung der Gesamtanlage war für den Herbst 1938 vorgesehen. Die infolge der Bautätigkeit im gesamten Deutschen Reich bestehende Materialknappheit führte jedoch zu erheblichen Verzögerungen. Erst am 1. April 1939 konnte die 9. Kompanie des Luftgaunachrichtenregiments 11 als erste Einheit in die Kaserne einziehen. Im Sommer 1939 waren zwar bereits 800 Soldaten im Standort untergebracht. Die Bauarbeiten waren aber noch längst nicht abgeschlossen. Obwohl 1940 für die Kaserne ein Baustopp verhängt wurde, ließ die Bauleitung die Arbeiten dennoch fortsetzen und die Bauten vollenden. Ab Sommer 1941 erhielten Nachrichtenhelferinnen der Luftwaffe in der Kaserne ihre Ausbildung. Ab 1943 waren bis zu 2000 von ihnen in der Garnison untergebracht. Im April 1945 wurde die Kaserne zudem Hauptquartier des Stabes der Luftflotte Reich.

### Nutzung der Kaserne zwischen 1945 und 1956
Am 4. Mai 1945 besetzten britische Truppen das Kasernengelände. Sie richteten hier eine Sammelstelle für deutsche Kriegsgefangene ein. Innerhalb weniger Tage schwoll die Zahl der untergebrachten ehemaligen Wehrmachtssoldaten auf 3400 an. Um Platz zu schaffen, wurden zugleich hunderte Luftwaffenhelferinnen entlassen oder in den Baumschulen der Umgebung untergebracht, um dort zu arbeiten. Im Gegensatz zu anderen Kasernen wurde die Anlage in Pinneberg nicht längerfristig durch Besatzungstruppen belegt. Am 30. Juni 1946 verließen die letzten britischen Truppenteile die Kaserne. Stattdessen wurde ein Lager für Displaced Persons in der ehemaligen Luftnachrichtenkaserne eingerichtet, das unter Verwaltung der Nothilfe- und Wiederaufbauverwaltung der Vereinten Nationen stand. Ab Juli 1947 war das 17. Displaced Persons Assembly Centre Control Staff hier errichtet.
Bereits am 27. Januar 1947 hatte die Baltische Universität ihren Vorlesungsbetrieb in der früheren Kaserne aufgenommen. Sie hatte aus dem Museum für Hamburgische Geschichte der Hansestadt weichen müssen, das wiedereröffnet werden sollte. Die Lehre fand in den Studienrichtungen Philosophie, Recht und Wirtschaft, Mathematik, Landwirtschaft, Architektur und Ingenieurwissenschaften, Chemie, Maschinenwesen, Sport und Musik statt. Am 15. November 1947 befanden sich 159 Lehrende der Baltischen Universität mit 133 Familienangehörigen, 76 Verwaltungsmitarbeiter und 805 Studierende in der Kaserne. Hinzu kamen 64 Displaced Persons, die über die Westward Ho-Initiative für die britische Industrie gewonnen wurden, sowie 455 weitere Displaced Persons. Im Jahresverlauf 1948 kamen weitere Bildungseinrichtungen hinzu. Die Kaserne beherbergte im Juni 1948 das Pinneberg DP Study Centre mit 810 baltischen Staatsangehörigen, das Pinneberg Polish Study Centre mit 101 Polen, die Polish Secondary School mit 118 Polen sowie das Eggerstedt Camp mit 227 Letten. Das Lagerleben wurde insbesondere durch Musikveranstaltungen, Filmvorführungen, Ausstellungen, Vorträge, Diskussionsrunden und eine Bibliothek mit Leseräumen bereichert. Während die Baltische Universität zum 30. September 1949 aufgelöst wurde, blieb die Kaserne weiterhin zur Unterbringung von Flüchtlingen beschlagnahmt.
Die Internationale Flüchtlingsorganisation betreute noch bis zum 30. Juni 1950 im Displaced Persons Assembly Centre die in der Kaserne untergebrachten Flüchtlinge, hauptsächlich polnischer Herkunft. Bis zum 31. Mai 1950 sollten alle Displaced Persons, die nicht Deutschland verlassen wollten, mit Deutschen gleichgestellt und in die deutsche Wirtschaft integriert werden. Zudem mussten zwischen dem 1. und dem 20. April 1950 weitere 400 Flüchtlinge in der ehemaligen Truppenunterkunft aufgenommen werden. Am 1. Juli 1950 ging das Lager Eggerstedt in die deutsche Verwaltung über.
Ab 1948 wurden Teile der Kaserne außerdem vermietet. So nutzte eine Kaugummifabrik das Wirtschaftsgebäude und eine Kohlehandlung die Kraftfahrzeughallen. In einem Unterkunftsblock konnten Klassen der Berufs- und der Volksschule unterrichtet werden.

### Bundeswehr

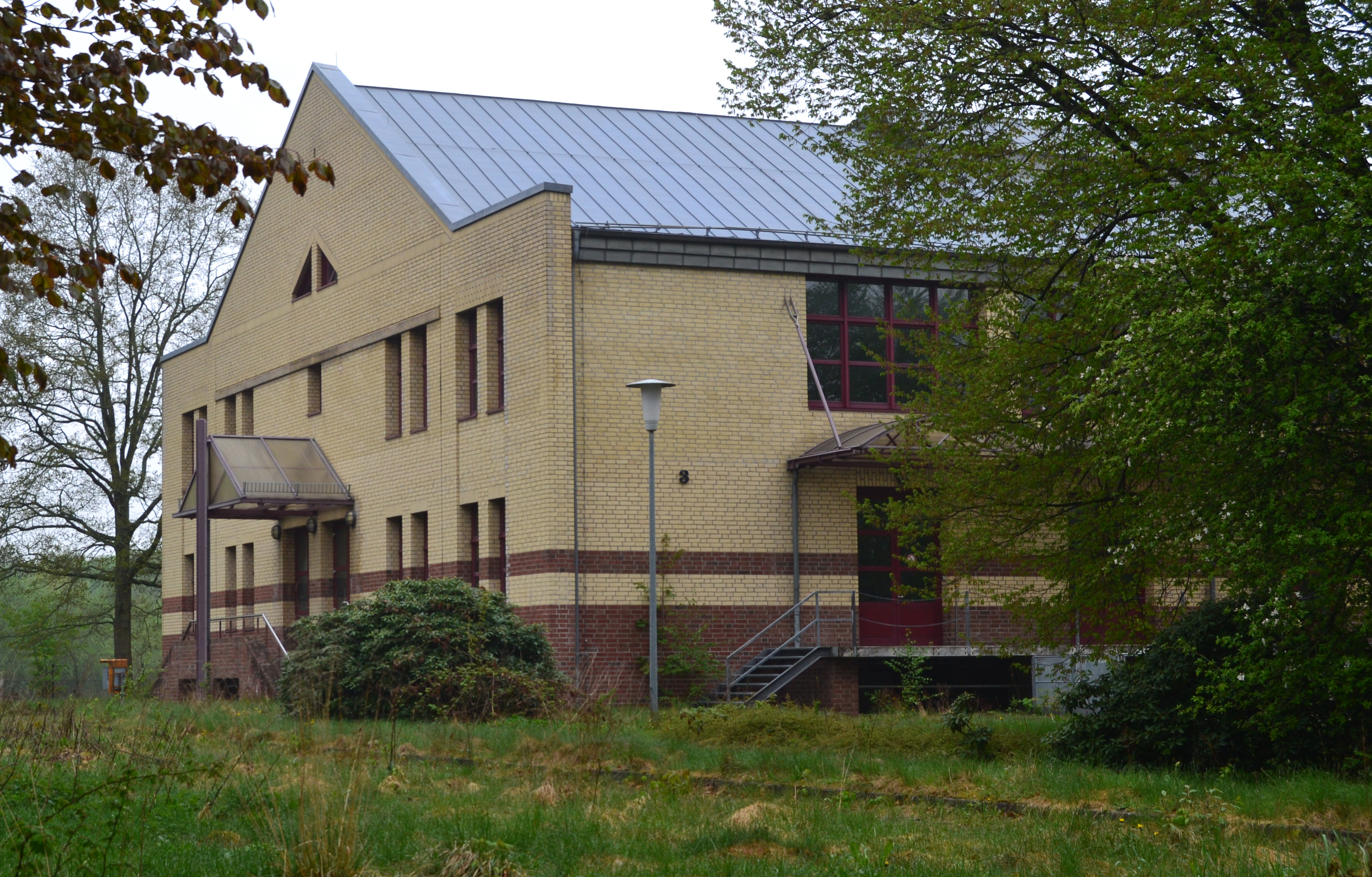
Sporthalle der Eggerstedt-Kaserne

Mit der Unterzeichnung der Pariser Verträge am 23. Oktober 1954, der Gründung der Bundeswehr am 5. Mai 1955 und dem Beitritt der Bundesrepublik Deutschland zur NATO am 9. Mai 1955 wurden Truppenunterkünfte benötigt. Hierfür kamen neben Neubauten auch die Inanspruchnahme früherer Kasernen der Wehrmacht in Betracht. Die Oberfinanzdirektion Kiel kündigte deshalb zum 1. Juni 1956 die Verträge mit den bisherigen zivilen Nutzern der Kaserne in Pinneberg. Dies löste Protest aus. 1957 begann die Umsiedlung der noch auf dem Kasernenareal untergebrachten Flüchtlinge und eine Erstinstandsetzung der Gebäude. Am 31. Dezember 1957 wohnten hier noch 379 heimatlose Ausländer und 238 Flüchtlingsfamilien mit deutscher Staatsangehörigkeit auf sechs Wohnblocks mit 277 Wohnräumen und 5 Wohnungen verteilt.
Erst im September 1959 konnten Soldaten der Bundeswehr einziehen. Von der am 16. Dezember 1955 auf dem Fliegerhorst Nörvenich gebildeten Luftwaffenlehrkompanie wurden im April und Mai 1956 Teile nach Uetersen in die dortige Kaserne des Fliegerhorsts verlegt, aus denen zunächst am 15. Mai 1956 der Stab des Luftwaffenausbildungsregiments 1 sowie dessen I. Bataillon mit der 2. und 3. Kompanie entstanden. Am 1. August 1956 war der Aufstellungsprozess des Regiments abgeschlossen. Am 14. Mai 1958 erfolgte in Uetersen die Teilung des Regiments in das Fluganwärterregiment und das Luftwaffenausbildungsregiment 1. Der Umzug in die Kaserne in Pinneberg erfolgte in mehreren Schritten: zunächst entstand in der späteren Eggerstedt-Kaserne am 15. September 1959 die Luftwaffensanitätsstaffel Pinneberg. Am 25. September 1959 verließ das II./Luftwaffenausbildungsregiment 1 mit der 7. und 8. Kompanie seinen bisherigen Standort Husum und bezog nun in Pinneberg Quartier. Noch im September 1959 kamen die 2. und 4. Kompanie des Luftwaffenausbildungsregiments 1 in die Garnison. Im November 1959 verlegten die 5. und 6. Kompanie von Uetersen nach Pinneberg. Der Regimentsstab bezog am 28. Dezember 1959 den neuen Standort. Die 1. Kompanie zog in die Pinneberger Kaserne 1963 ein. Der Bataillonsstab I./Luftwaffenausbildungsregiment 1 folgte im Juli 1964 und die 3. Kompanie im September 1964.
Seit der Übernahme der Kasernenanlagen durch den Bund bis zum Beginn der 1960er Jahre wurden ein Sportplatz, zwei Kompanie- und zwei Stabsgebäude, ein Sanitätszentrum, ein Schießstand, eine Ausbildungshalle und ein Wirtschaftsgebäude errichtet. 1965 und 1966 konnten ein Mannschafts- und Unteroffiziersheim sowie eine weitere Ausbildungshalle übergeben werden.
Die Garnison erhielt am 15. April 1971 offiziell den Namen „Eggerstedt-Kaserne“ verliehen.
1976 konnte ein Offiziers- und ein Feldwebelwohnheim fertiggestellt werden. 1977 wurde eine Truppenküche saniert. Zwei weitere Mannschaftsunterkunftsgebäude und ein Hörsaalgebäude wurden 1979 vollendet.
Ab 16. Juni 1981 ging aus dem Fluganwärterregiment das neue II./Luftwaffenausbildungsregiment 1 hervor, das in der Marseille-Kaserne (heute: Jürgen-Schumann-Kaserne) in Appen stationiert wurde.
Am 1. Oktober 1988 wurde in der Kaserne im Zuge der Umgliederung des Luftwaffenausbildungsregiments 1 dessen V. Bataillon gebildet, während das I. Bataillon in der Ruhrland-Kaserne in Essen eine Neuaufstellung erfuhr. Dem V. Bataillon waren die ebenfalls am Standort Pinneberg beheimateten 19. bis 24./Luftwaffenausbildungsregiment 1 unterstellt. Doch bereits zum 30. April 1990 wurde das Bataillon aufgelöst. Während die 19., 21., 23. und 24. Kompanie außer Dienst gestellt wurden, verlegte die 23. Kompanie als neue 19./Luftwaffenausbildungsregiment 1 auf den Fliegerhorst nach Goslar. Die 20./Luftwaffenausbildungsregiment 1 verblieb noch bis zum 30. September 1991 in der Eggerstedt-Kaserne.
Zum 1. Januar 1990 entstand in der Kaserne die 3. Inspektion der Unteroffizierschule der Luftwaffe. Sie verlegte im Oktober 2003 nach Mosbach in die Neckartal-Kaserne, kehrte aber 2008 in die Nachbarschaft von Pinneberg nach Appen in die dortige Marseille-Kaserne (heute: Jürgen-Schumann-Kaserne) zurück.
Die am 1. Oktober 1971 in der Bernhard-Hülsmann-Kaserne in Iserlohn gebildete Truppendienstliche Fachschule Luftwaffe zog zum 1. August 1990 in die Eggerstedt-Kaserne nach Pinneberg. Durch die bereits zum 1. Juli 1988 erfolgte Neuaufstellung der Unteroffizierschule der Luftwaffe in der Marseille-Kaserne in Appen waren die Tage der Fachschule gezählt. Die Reste wurden am 1. März 1991 zur Stabsgruppe Truppendienstliche Fachschule Luftwaffe in der Eggerstedt-Kaserne zusammengefasst, bevor auch für diese Dienststelle der Auflösungsbefehl zum 30. April 1994 erging.
Die am 1. Juli 1988 am Standort Iserlohn gebildete Lehrgruppe C der Unteroffizierschule der Luftwaffe kam ebenfalls am 1. August 1990 in die Eggerstedt-Kaserne. Im September 2003 verlegte sie nach Appen in die Marseille-Kaserne.
Am 1. Oktober 1991 erlebte der Standort mit der Neuaufstellung der 21., 22., 23. und 24./Luftwaffenausbildungsregiment 1 noch einmal eine Renaissance. Doch zum 30. Juni 1996 erfolgte die erneute Auflösung der 23. und 24. Kompanie. Die beiden weiteren Kompanien (21. und 22.) blieben hier bis zur Aufgabe des Standorts.
In der Kaserne war von März 1956 bis zum 31. Dezember 2001 die Standortverwaltung Pinneberg untergebracht. Ab 1998 befindet sich zudem das Bundesvermögensamt Hamburg/Schleswig-Holstein-Süd auf dem Areal.
Die Konzentration der Unteroffizierschule der Luftwaffe in der Marseille-Kaserne in Appen mit Neubau eines zweiten Hörsaalgebäudes führte dazu, dass die Eggerstedt-Kaserne im Stationierungskonzept der Bundeswehr 2001 nicht mehr enthalten war und veräußert werden sollte. Am 31. Dezember 2003 endete die Nutzung der Kaserne durch die Bundeswehr.

## Konversion

### Rahmenplanung
Bereits noch vor Schließung der Kaserne wurde im Juni 2002 ein erster Aufstellungsbeschluss für den Bebauungsplan 115 gefasst. Eine Bestands- und Strukturanalyse des Kasernenareals wurde in Auftrag gegeben und im November 2002 dem Stadtentwicklungsausschuss vorgestellt. Im Januar 2003 wurde eine interfraktionelle Arbeitsgruppe für die weiteren Überlegungen zur zivilen Nachnutzung der Kaserne gebildet. Im April 2003 schlossen sich Anwohner in einer „Bürgerinitiative Erhaltung des Naturerholungsgebietes Eggerstedter Weg und Hasenmoor“ zusammen, deren Hauptanliegen die Verhinderung neuer belastender Verkehrsachsen, die Vermeidung von Eingriffen in die Natur sowie die Mitwirkung bei der Gestaltung des ehemaligen Militärgeländes war. Vorgeschlagen wurden die Umnutzung bestehender Bebauung zu einer Schule, einem Alten- und Pflegeheim oder Zentrum für Demenzkranke. Auch eine aufgelockerte Wohnbebauung, der Erhalt der bestehenden Sportplätze, der Bau einer Feuerwache und die Errichtung eines Ärzte-, Gesundheits- und Wellnesszentrums wurden angedacht. Im Mai 2003 fand ein erster öffentlicher Workshop zu Nutzungsvorschlägen für das Gelände statt.
Eine Einwohnerversammlung sprach sich im September 2003 gegen individuelles Wohnen im Areal und eine Verbindungsstraße durch das Kasernengebiet aus. Zudem sollte der nördliche Teil des früheren Bundeswehrgeländes nicht bebaut werden. Doch eine Mehrheit im Stadtentwicklungsausschuss setzte sich über diese Vorstellungen Ende Oktober 2003 hinweg und beschloss anderslautende Entwicklungsziele. Auf dieser Grundlage wurden vier Planungsbüros mit der Erstellung von alternativen Rahmenplanentwürfen beauftragt. Im Juni 2004 lagen die Entwürfe vor, die hinsichtlich der Bebauung, Grünflächen, Weiternutzung der Sportplätze und Erhalt von Bestandsgebäuden variierten.
In einer weiteren Einwohnerversammlung Ende August 2004 wurde deutlich, dass die in einem Entwurf vorgesehene Errichtung von 700 Häusern bei den Bürgern auf Ablehnung stieß. Streit bestand aber auch weiterhin hinsichtlich der Verkehrserschließung. Im April 2005 wurden weitere planerische Vorgaben für den Rahmenplan durch den Stadtentwicklungsausschuss beschlossen, die in einer Änderung des Entwurfs mündeten. Die anhaltende Kritik an den Plänen zur Gestaltung des Baugebiets führten dazu, dass die Entscheidung über die Rahmenplanung mehrfach vertagt und schließlich erst im Juni 2006 erfolgte.

### Scheitern des Rahmenplans
Die Bundesanstalt für Immobilienaufgaben schrieb den Verkauf des Kasernengrundstücks von Juni bis September 2007 zwar öffentlich, jedoch nicht europaweit aus. Im November 2007 griffen einige Ratsfraktionen den Vorschlag zum Bau eines Bildungszentrums auf und begehrten die Änderung des Rahmenplans, was jedoch der Stadtentwicklungsausschuss mehrheitlich im Dezember 2007 ablehnte. Die Landesentwicklungsgesellschaft Schleswig-Holstein konnte sich in dem Bieterverfahren zum Kauf der Flächen im Februar 2008 durchsetzen. Im Anschluss wurden jedoch Zweifel an der Rechtmäßigkeit der Entscheidung laut. Die Ratsversammlung von Pinneberg stellte zudem die eigene Rahmenplanung hinsichtlich möglicher Folgewirkungen in Frage. Daraufhin zog sich die Landesentwicklungsgesellschaft im November 2008 zurück.
Im Dezember 2008 wurde eine Überarbeitung des bisherigen Rahmenplans beschlossen. Schließlich folgte im April 2009 die Aufhebung der Entscheidungen über den Rahmenplan und zur Aufstellung des Bebauungsplans 115. Beabsichtigt wurde nunmehr ein Ankauf des Grundstücks durch die Stadt. Eine fraktionsübergreifende Arbeitsgruppe wurde im Juli 2009 eingesetzt, um über die Entwicklung des Kasernenareals zu beraten. Doch auch hier fand keine Einigung statt.

### Grunderwerb durch die Stadt und Bebauungsplanbeschluss
Im Oktober 2010 brachte das von der Bundesanstalt für Immobilienaufgaben beauftragte Verkehrswertgutachten, wonach ein Kaufpreis von 3,55 Millionen Euro gerechtfertigt sei, Bewegung in die Diskussion. Während sich die Bürgerinitiative gegen den Kauf der Flächen durch die Stadt Pinneberg aussprach und Teile der Ratsversammlung die Höhe des Kaufpreises in Frage stellten, plädierte Pinnebergs Bürgermeisterin für den Erwerb des Areals. Nachdem es 2011 weitere Initiativen zur Errichtung eines Bildungs- und eines Gesundheitszentrums gab, gelang im November 2011 der Durchbruch, indem sich CDU und SPD auf den Erwerb der Flächen einigten. Im Mai 2012 stimmte die Gremien der Stadt den Kaufvertragsverhandlungen mit dem Bund zu.
Am 22. August 2012 wurde der zweite Aufstellungsbeschluss für den Bebauungsplan Nr. 115 gefasst. Im September 2012 strebte die Stadt eine Projektentwicklungsgesellschaft zur Erschließung und Vermarkung des Geländes an. Doch im Januar 2013 erntete nicht nur eine Halbierung der geplanten Gewerbeflächen Kritik in der Ratsversammlung. Die Kosten für den Grunderwerb waren zwischenzeitlich auf 3,9 Millionen Euro gestiegen. Zugleich verabschiedete sich die Stadt von dem Gesellschaftermodell für Erwerb, Erschließung und Vermarktung. Im Februar 2013 erwarb die Stadt schließlich die Kaserne.

### Baubeginn und Entwicklung zum Stadtviertel Parkstadt Eggerstedt
Die Stadt veräußerte zur Errichtung eines Bildungszentrums eine Teilfläche von 32.000 Quadratmetern an einen Investor für 4,4 Millionen Euro im März 2013 weiter.
2014 wechselte für einen Kaufpreis von 1,4 Millionen Euro ein knapp 72.000 Quadratmeter großes Grundstück das Eigentum an die Landesentwicklungsgesellschaft zum Bau eines Wohngebiets. Der niedrige Verkaufserlös für die Stadt Pinneberg beschäftigte 2015 die Staatsanwaltschaft, die wegen Untreue Ermittlungen einleitete, jedoch 2016 aufgrund fehlenden hinreichenden Tatverdachts wieder einstellte.
Die ersten Bauarbeiten auf dem Kasernengelände begannen im April 2014 mit dem Abriss des Mannschaftsversorgungsheims für die Errichtung einer Kindertagesstätte. Im März 2015 wurde die Einrichtung fertiggestellt.
Am 11. September 2014 beschloss die Ratsversammlung den Bebauungsplan Nr. 115. Gegen den Bebauungsplan wurden jedoch Normenkontrollklagen eingereicht.
Im Februar 2015 wurden der Ratsversammlung erweiterte Pläne für den Bildungscampus vorgestellt. Neben der Privatschule und der Kindertagesstätte sollten eine Akademie für Erzieher und Pflegekräfte, ein Internat, eine Sporthalle, ein Schwimmbad, mehrere Gästehäuser, Gastronomiebetriebe, ein Hotel, Konferenzräume, ein Parkhaus und ein Campus-Center entstehen. Im Juli 2015 wurde bekannt, dass der Investor bei den Kaufpreiszahlungen im Rückstand war. Die Stadt kam dem Investor zwar mehrfach entgegen. Aber auch der Abschluss eines neuen Kaufvertrages im Februar 2018 brachte außer neuen Vorschlägen von einem Boardinghouse bis hin zu einer Mehrzweckhalle für 3500 Besucher keinen Durchbruch. Denn im September 2018 zogen sich die Investoren wieder zurück. Die Stadt zog im November 2018 einen Schlussstrich und entschied, das Grundstück selbst zu entwickeln.
Die Abrissarbeiten zur Errichtung von Wohngebäuden begannen Anfang 2015. 250 neue Wohneinheiten, davon 77 Einzelhäuser, 13 Doppelhäuser und 15 Stadtvillen mit Eigentumswohnungen gehörten zum Vorhaben, für das am 22. Mai 2015 der erste Spatenstich vollzogen wurde.
Im Februar 2016 wurden im Zusammenhang mit den Normenkontrollverfahren gegen den Bebauungsplan Eilanträge gestellt, die jedoch vom Schleswig-Holsteinischen Oberverwaltungsgericht abgewiesen wurden.
Die internationale Schule eröffnete im September 2016.
Am 15. März 2018 erklärte das Schleswig-Holsteinische Oberverwaltungsgericht den Bebauungsplan Nr. 115 für unwirksam. Beanstandet wurden von den Richtern Fehler bei der Abwägung zum Lärmschutz von Anwohnern. Die Stadt nahm daraufhin Änderungen am Bebauungsplan vor, beteiligte die Öffentlichkeit und beschloss am 26. September 2019 den korrigierten Bebauungsplan, der rückwirkend zum 31. Januar 2015 in Kraft gesetzt wurde. Im  Geltungsbereich des Bebauungsplans wurden Allgemeine Wohngebiete mit 72.170 Quadratmetern, Gewerbegebiete mit 103.460 Quadratmetern, Flächen für den Gemeinbedarf (Bildung) mit 9.320 Quadratmetern, Verkehrsflächen mit 70.770 Quadratmetern, öffentliche und private Grünflächen sowie Wald mit 159.580 Quadratmetern vorgesehen.
750 Einwohner zählte der neue Stadtteil Parkstadt Eggerstedt bereits im April 2018.
Im Januar 2023 waren bis auf 19.000 Quadratmeter sämtliche Gewerbeflächen an Investoren verkauft.